# 241 (nombre)
Cet article concerne le nombre 241. Pour les années, voir 241 et 241 av. J.-C..
Le nombre 241 (deux cent quarante et un) est l'entier naturel qui suit 240 et qui précède 242. C'est :
- un nombre premier régulier,
- un nombre premier de Gauss,
- un nombre premier jumeau avec 239,
- un nombre chanceux,
- le 3e répunit en base quinze,
- un nombre brésilien premier,
- un nombre polygonal centré 16-, 26- et 40-gonal.